# Proletarskaïa (métro de Saint-Pétersbourg)
Pour les articles homonymes, voir Proletarskaïa.
Proletarskaïa (en russe : Пролета́рская) est une station de la ligne 3 du Métro de Saint-Pétersbourg. Elle est située  dans le raïon la Neva, à Saint-Pétersbourg en Russie.
Mise en service en 1970, elle est desservie par les rames de la ligne 3 du métro de Saint-Pétersbourg.

## Situation sur le réseau

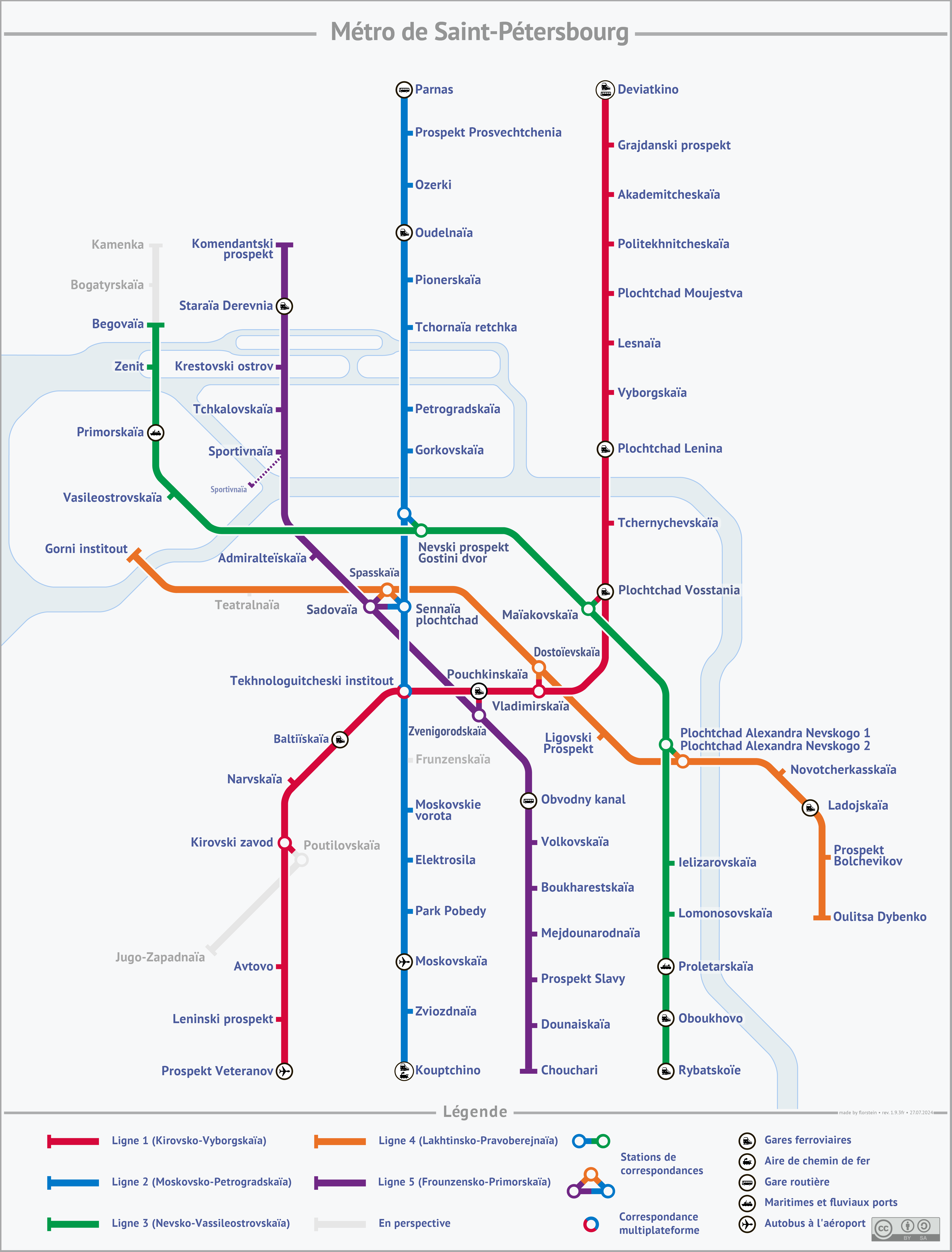
Plan du métro.

Établie en souterrain à 72 m. de profondeur, Proletarskaïa est une station de passage de la ligne 3 du métro de Saint-Pétersbourg. Elle est située entre la station Lomonossovskaïa, en direction du terminus nord-ouest Begovaïa, et la station Oboukhovo, en direction du terminus sud-est Rybatskoïe.
La station dispose d'un quai central encadré par les deux voies de la ligne.

## Histoire
La station Proletarskaïa est mise en service le 10 juillet 1981, lors de l'ouverture à l'exploitation du prolongement de Lomonossovskaïa à Oboukhovo. Elle est nommée en fonction du quartier historique éponyme. C'est l'une des stations les plus profondes du métro de Saint-Pétersbourg, ce qui a nécessité d'installer deux groupes d'escaliers mécaniques dans le tunnel en pente entre le pavillon et le quai car la longueur de la pente dépassait le maximum possible de longueur des escaliers mécaniques. Son nom, qui se traduit par prolétariat en français, est donné en rappel d'une grève des ouvriers de l'usine Oboukhov, ayant donné lieu à un violent affrontement avec la police et l'armée (Обуховская оборона (ru)). À proximité le nom d'une grande avenue de Saint-Pétersbourg (Проспект Обуховской Обороны (ru)) rappelle ce fait.
La station est fermée du 25 août 2005 au 17 novembre 2006 pour d'importants travaux de rénovation et notamment du tunnel en pente et des escaliers mécaniques qui y sont installés.

## Services aux voyageurs

### Accès et accueil
La station dispose d'un pavillon d'accès en surface, au sud de la station. Il est relié au quai par un tunnel en pente équipé de trois long escaliers mécaniques, suivi, après un palier, de trois petits escaliers mécaniques (ce dispositif est dû au dépassement de la longueur opérationnelle des escaliers mécaniques). 

Installations
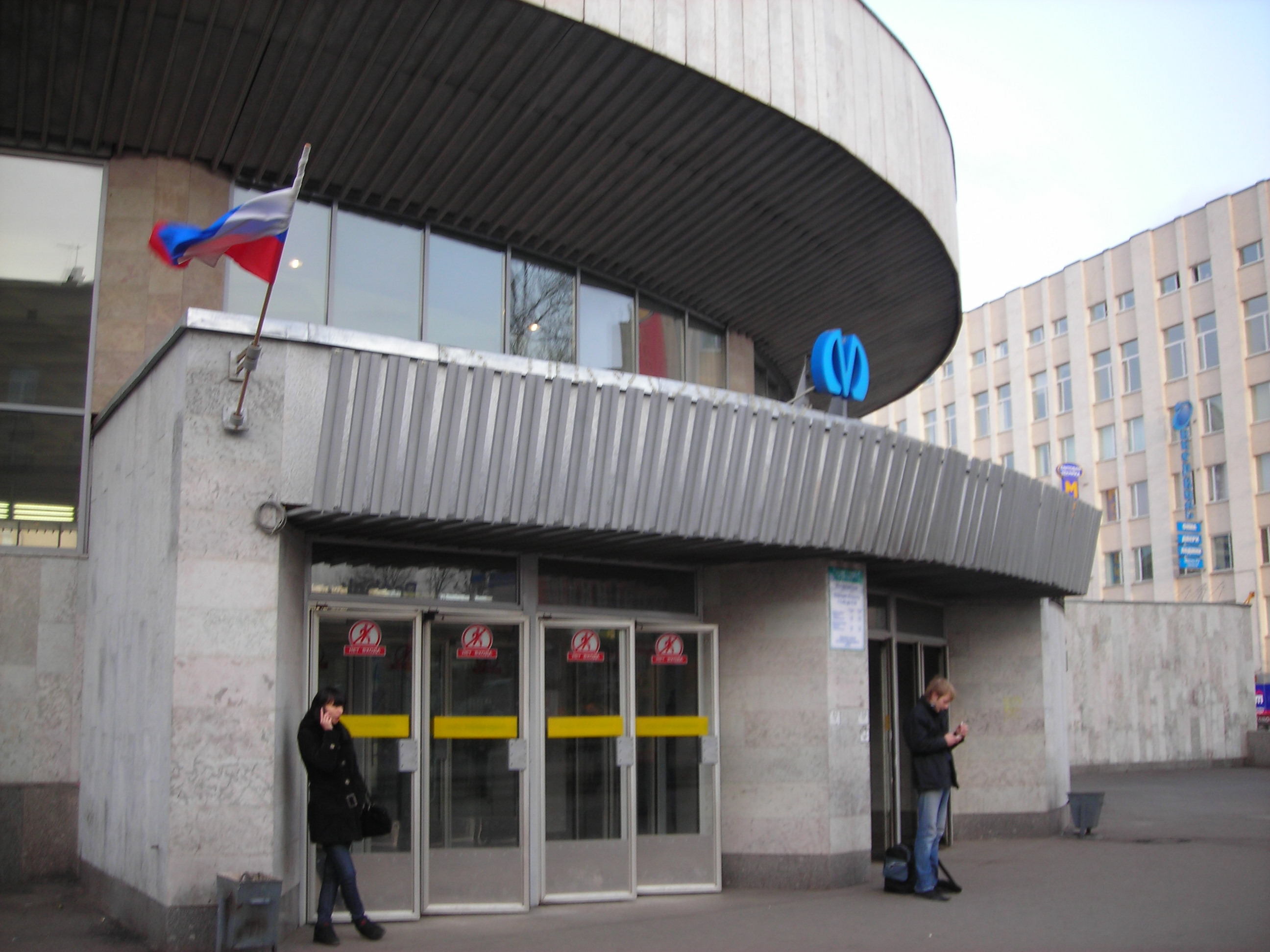
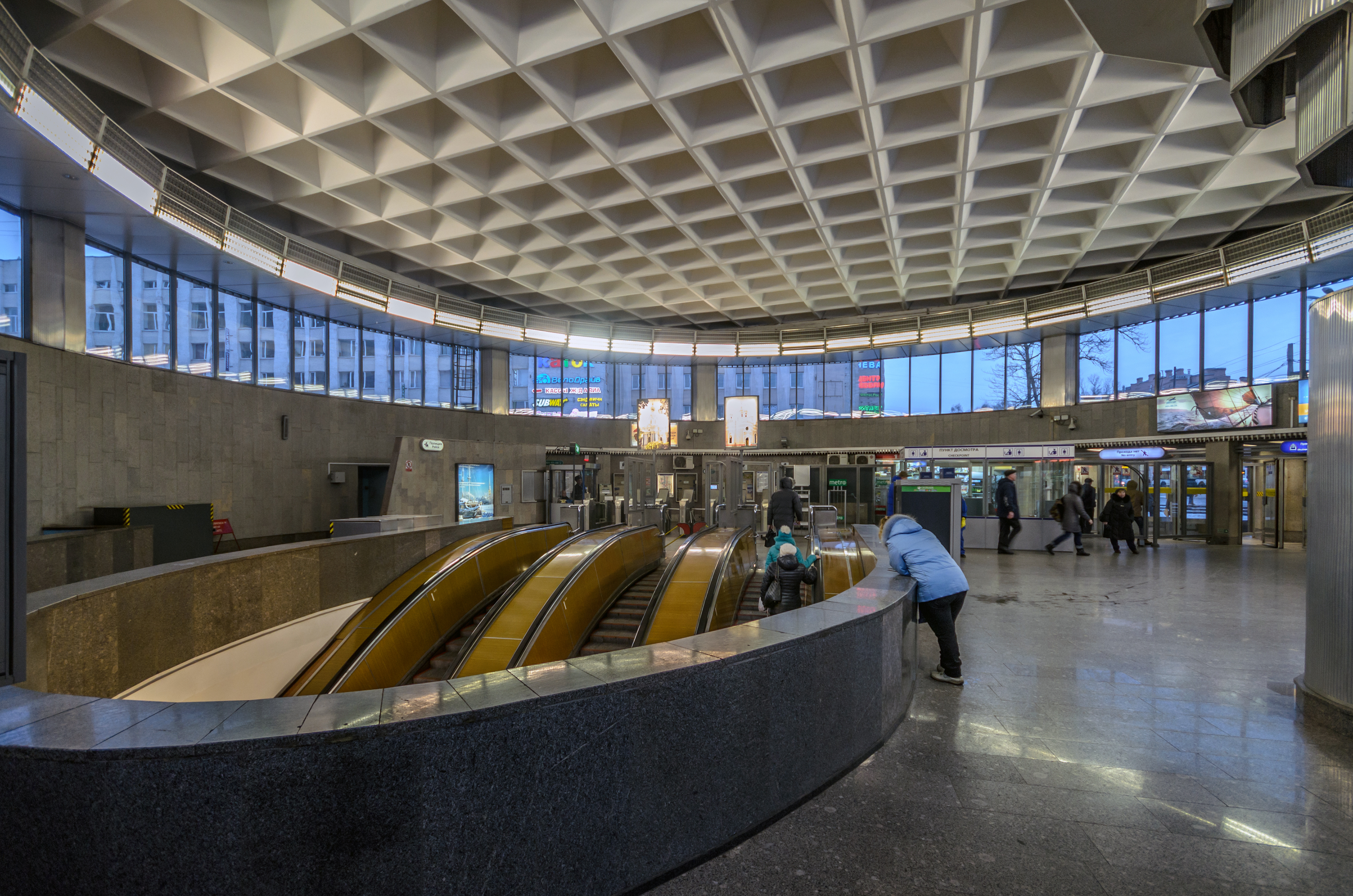
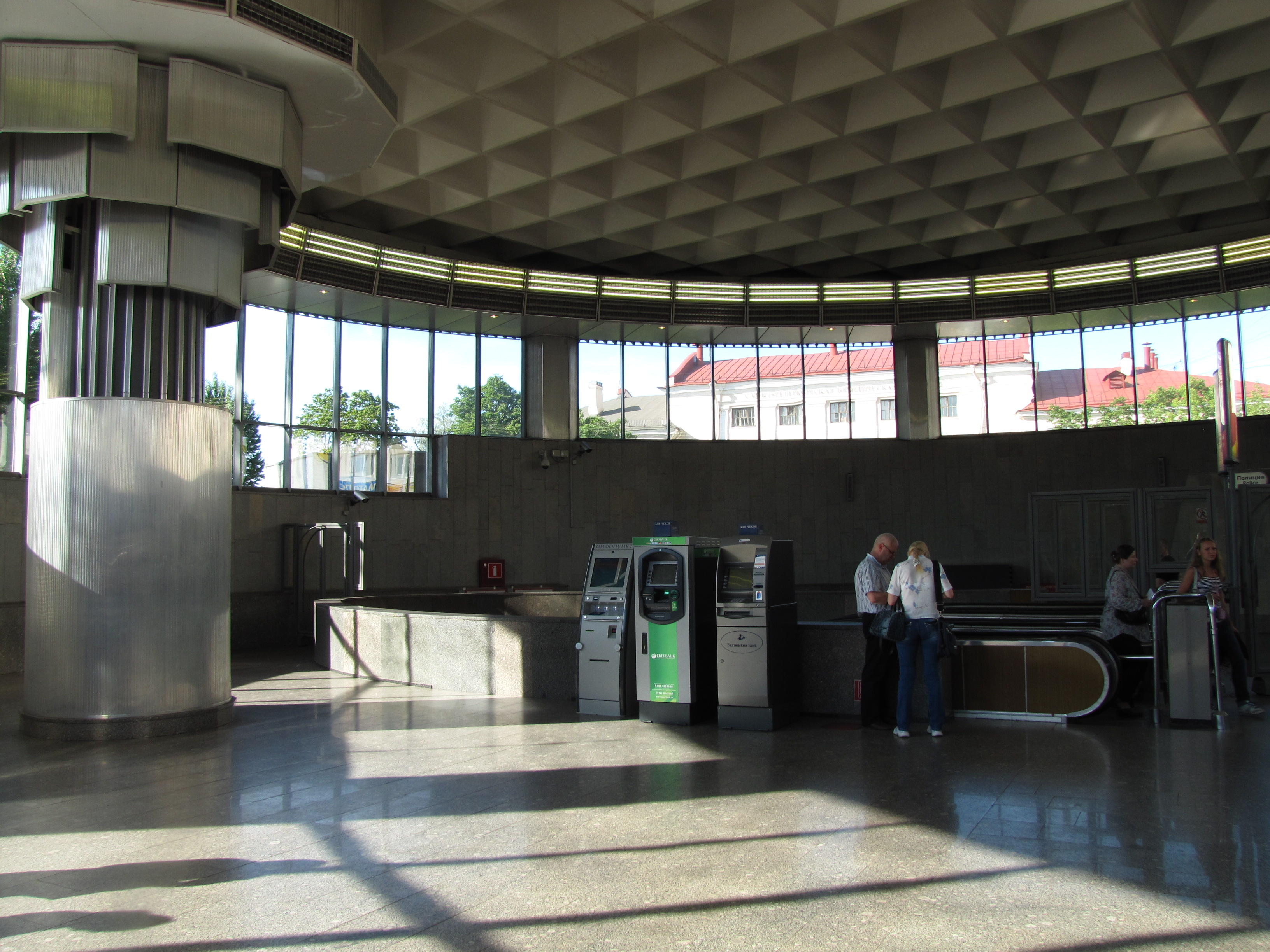

### Desserte
Proletarskaïa est desservie par les rames de la ligne 3 du métro de Saint-Pétersbourg.

Installations et desserte
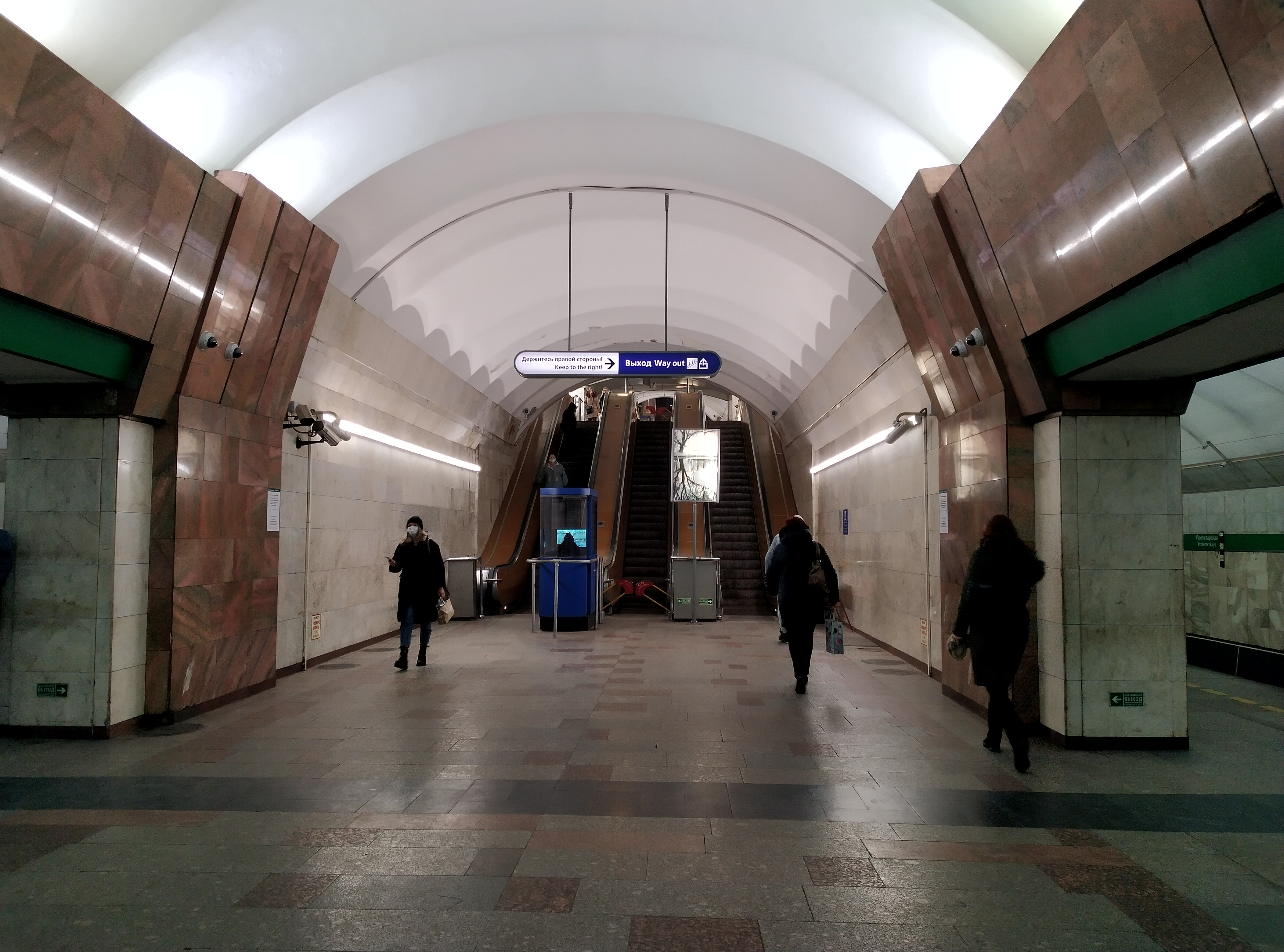
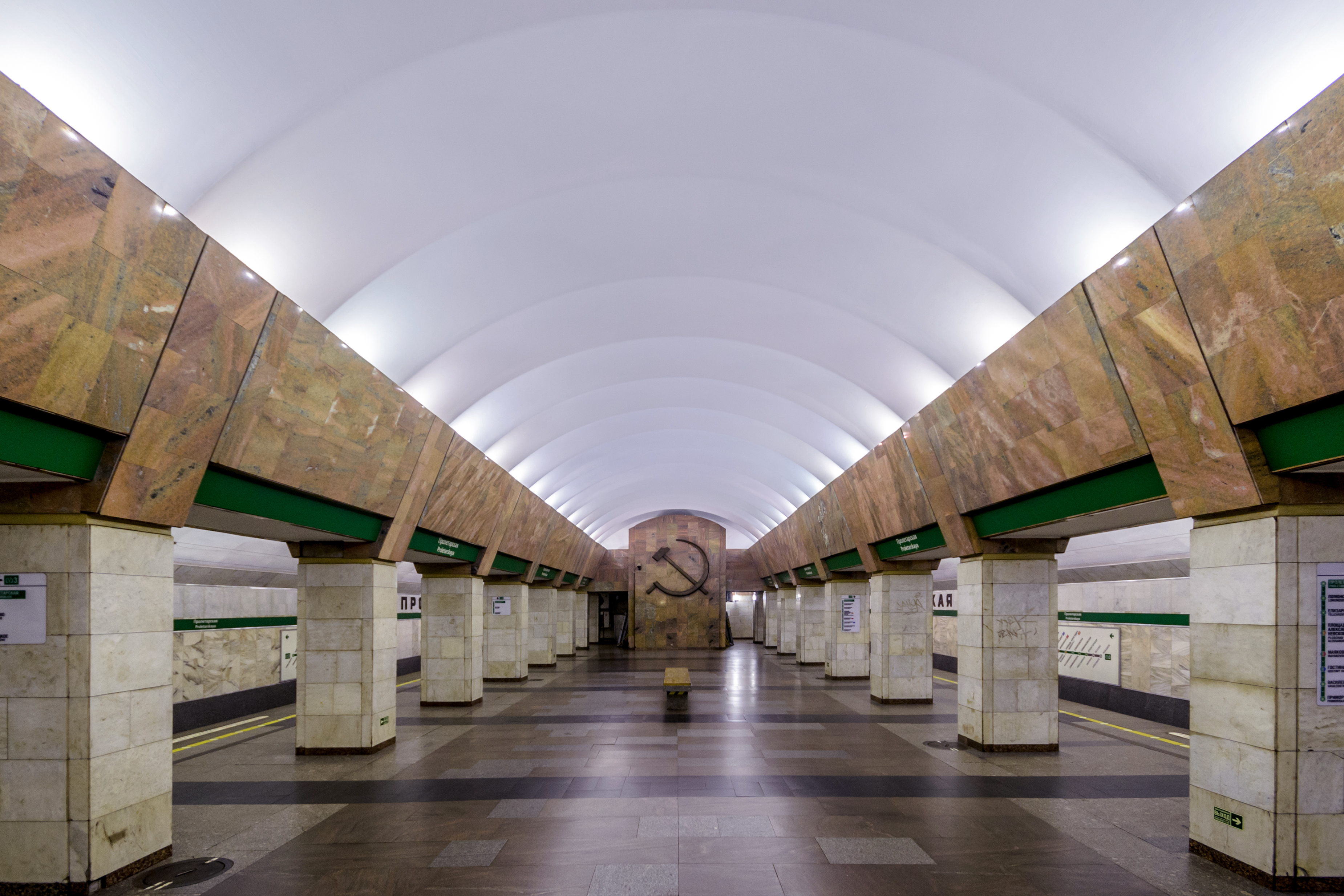
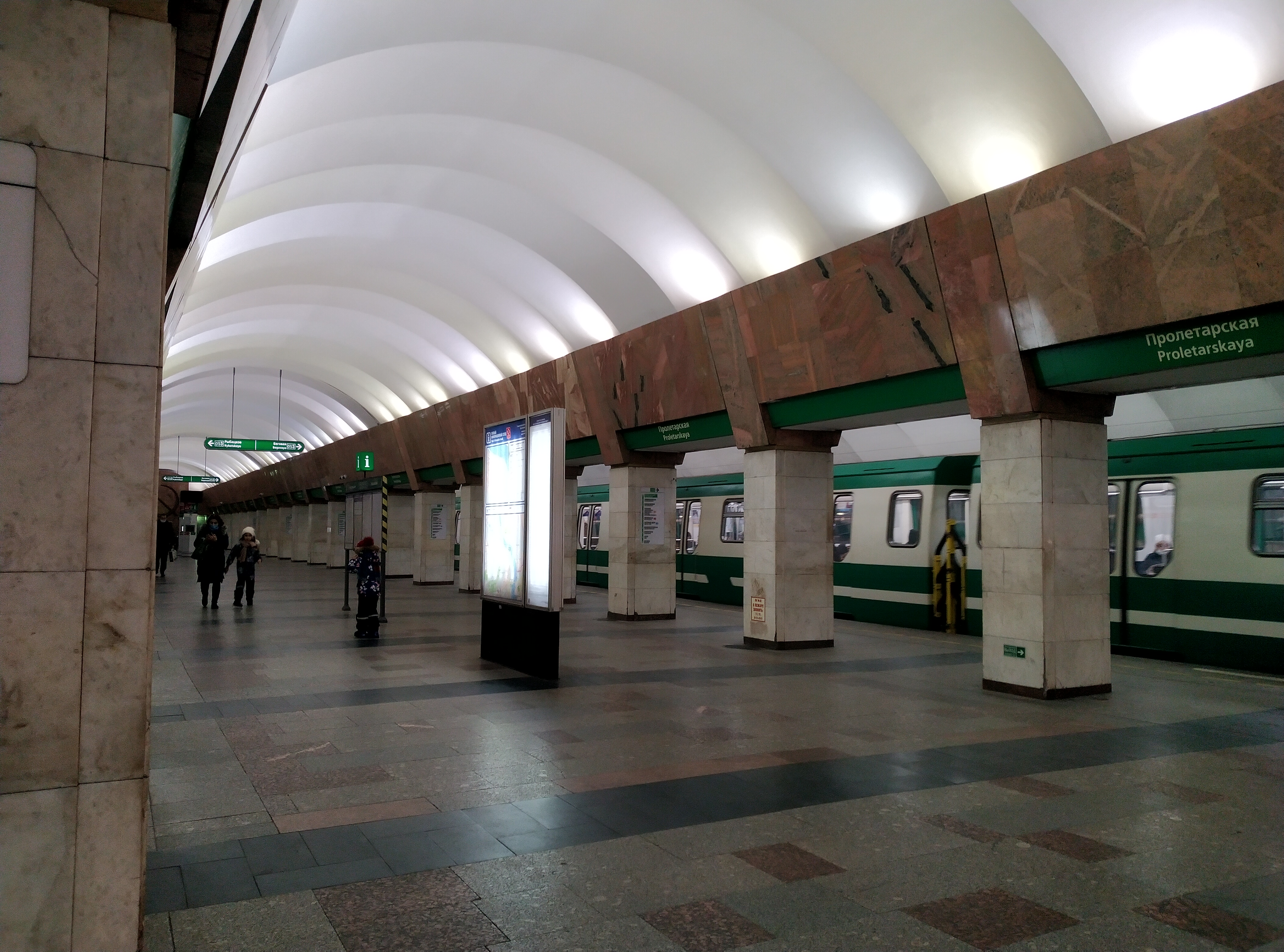

### Intermodalité
À proximité, une station du tramway de Saint-Pétersbourg est desservie par les lignes 24, 27 et 39, et des arrêts de bus sont desservis par de nombreuses lignes.